# Stummerberg
Stummerberg település Ausztriában, Tirolban a Schwazi járásban található. Területe 56,73 km², lakosainak száma 838 fő, népsűrűsége pedig 15 fő/km² (2014. január 1-jén). A település 800 méteres tengerszint feletti magasságban helyezkedik el.

## Fordítás
- Ez a szócikk részben vagy egészben  a   Stummerberg című angol Wikipédia-szócikk ezen változatának fordításán alapul.  Az eredeti cikk szerkesztőit annak laptörténete sorolja fel. Ez a jelzés csupán a megfogalmazás eredetét és a szerzői jogokat jelzi, nem szolgál a cikkben szereplő információk forrásmegjelöléseként.